# Петунин, Юрий Иванович
Ю́рий Ива́нович Пету́нин — советский и украинский математик.

## Биография
Родился 30 сентября 1937 года в городе Мичуринскe. В 1954 году поступил на физико-математический факультет Тамбовского государственного педагогического института, где научным руководителем его был талантливый педагог-математик Д. Л. Пикус. По его рекомендации в 1960 году он поступает в аспирантуру Воронежского государственного университета к профессору С.Г. Крейну, брату крупнейшего математика М.Г. Крейна. В годы обучения в аспирантуре занимается функциональным анализом, изучение которого начал на научных семинарах, руководимых Д.Л. Пикусом. После окончания Тамбовского государственного педагогического института начал заниматься научной работой в области функционального анализа в Воронежском государственном университете под руководством С. Г. Крейна. 
В 1962 году защищает кандидатскую диссертацию, а в 1968 году становится доктором физико-математических наук. С 1970 года работал профессором кафедры вычислительной математики Киевского государственного университета.
Ю. И. Петунин внес весомый вклад в области функционального анализа, создав теорию шкал банаховых пространств, теорию характеристик линейных многообразий в сопряженных банаховых пространствах, разработал совмество с С. Г. Крейном и Е. М. Семеновым теорию интерполяции линейных операторов. Он дал решение проблемы Банаха о нормируемых подпространствах в сопряженных банаховых пространствах, решил проблему, поставленную известными математиками Кальдероном и Лионсом, об интерполяции в факторпространствах.
Профессор Петунин Ю. И. также много и плодотворно работал в области распознавания образов, математической статистики и её приложений к решению медицинских и биологических задач, в частности к проблеме дифференциальной диагностики онкологических заболеваний. Среди его наиболее важных результатов в математической статистике следует назвать строгое математическое обоснование известного со времен Гаусса эмпирического правила 3σ для одномодальных распределений. Ставшее уже классическим Неравенство Высочанского — Петунина решило проблему, стоявшую перед математиками более 150 лет. В теории распознавания образов он построил теорию линейных решающих правил, в которой детально изучены вопросы линейной разделимости любого количества множеств в n-мерных пространствах.
В последние годы жизни Юрий Иванович вернулся в область функционального анализа, с которой он начинал свои научные исследования. Совместно с учениками он успешно работал над решением двадцатой проблемы Гильберта.

## Награды и звания
- Член Американского математического общества
- Занесён в книгу «Who Is Who In the World?» («Кто есть кто в мире?», США).

## Избранные научные публикации
Автор более 400 научных работ, среди них монографии
- Приложение теории случайных процессов в биологии и медицине, Киев: Наукова думка, 1981.,320 с.
- Interpolation of linear operators, Providence, R.I. : American Mathematical Society, 1982. vii, 375 p.,ISBN 0-8218-4504-7 (в соавторстве с С. Г. Кейном)
- Доказательная медицина. Применение статистических методов, 320 с., ISBN 978-5-8459-1321-0, ДИАЛЕКТИКА, 2008 (в соавторстве)
- Двадцатая проблема Гильберта. Обобщенные решения операторных уравнений, 192 стр., ISBN 978-5-8459-1524-5, ДИАЛЕКТИКА, 2009 (в соавторстве)